# Félix Dufour-Laperrière
Félix Dufour-Laperrière est un animateur, réalisateur et scénariste québécois né en 1981 à Chicoutimi, au Québec. Ses réalisations oscillent entre documentaire (Transatlantique), animation (Ville Neuve) et courts métrages expérimentaux. Son travail est également marqué par la grande importance qu'il attache à la poésie et au langage. 

## Œuvre
Félix Dufour-Laperrière étudie en arts visuel avec une majeure en cinéma d'animation à l'Université Concordia. Sa carrière artistique débute avec des expérimentations formelles à cheval entre les arts visuels et le cinéma. Plusieurs de ses premiers courts métrages parcourent les festivals internationaux. En 2012, à l'occasion d'une carte blanche proposée par le Festival du nouveau cinéma de Montréal, Félix Dufour-Laperrière réalise Parallèle Nord, un essai expérimental proposant une ballade sensorielle au cœur de la forêt boréale. Le film intègre la programmation de plusieurs festivals dont le Festival du film de Tribeca, à New York.  
Après une dizaine d'années de créations cinématographiques à son actif, Félix Dufour-Laperrière sort son premier long métrage, l'essai documentaire Transatlantique. Le film est tourné en super 16 mm noir et blanc sur une période de 31 jours. L'idée de traverser l'océan Atlantique avec sa caméra germe en 2009, mais ce n'est qu'en 2014, avec le soutien du Conseil des arts du Canada, que le projet voit le jour. Le documentaire retrace un voyage en mer à bord d'un bateau de marchandise dans lequel le cinéaste et ses deux frères embarquent en 2013, depuis le port d'Anvers jusqu'à celui de Montréal, en passant par Tallinn. Similairement à de précédents travaux tels que Parallèle Nord, le dialogue entre le son et l'image transporte sensoriellement le spectateur.Transatlantique gagne le Prix Pierre-et-Yolande-Perrault du meilleur premier ou deuxième long métrage documentaire dans le cadre de la 33e édition du festival Les Rendez-vous Québec Cinéma en 2015.  
Quatre années plus tard, Félix Dufour-Laperrière sort son deuxième long métrage. Avec Ville Neuve (2018), il signe son premier long métrage d'animation et son premier scénario de fiction. Le film est présenté dans de nombreux festivals au Québec et à l'international. Mêlant les luttes collectives aux désirs individuels, Ville Neuve se penche autant sur le contexte politique québécois des années 1980 et 1995 que sur la relation fragile d'un homme avec son ex-femme.  
Une vision humaniste transparaît à travers ses différents films qui, autant en animation qu'en pellicule, confrontent souvent le politique au poétique. L'attention portée au langage est aussi perceptible tout au long de son œuvre : Ville Neuve est un poème autant au niveau de son texte que de ses scènes allégoriques ; Transatlantique joue avec les sonorités hindi des discussions et des prières des ouvriers à bord ; les mots de Serge Gainsbourg rythment le court métrage Variations sur Marilou; les textes de la poétesse québécoise Hélène Dorion accompagnent Le jour nous écoute. Dans un entretien pour la revue 24 Images, le cinéaste déclare : « J’aspire à un cinéma qui flirte avec l’art contemporain et qui a l’exigence de la littérature ».  
Sorti 2021, le film de Félix Dufour-Laperrière, le documentaire animé Archipel, prend cette fois les îles imaginaires du Fleuve Saint-Laurent comme décor pour une nouvelle exploration de l'identité et du territoire. Ce film d'animation remporte le prix Luc-Perreault-AQCC 2021.
Son film La mort n'existe pas sera présenté en première mondiale à la Quinzaine des cinéastes lors du Festival de Cannes 2025.

## Filmographie

### Longs métrages
- 2014 : Transatlantique
- 2018 : Ville Neuve[9]
- 2021 : Archipel
- 2022 : Cette maison
- 2025 : La mort n'existe pas[8]

### Courts métrages
- 2003 : Encre noire sur fond d’azur (en)
- 2006 : Un, deux, trois, crépuscule
- 2006 : Head (co-réalisé avec Dominic Etienne Simard)
- 2007 : Variations sur Marilou
- 2008 : Rosa Rosa
- 2009 : M
- 2010 : Strips
- 2011 : Canicule (co-réalisé avec Marie-Ève Juste)
- 2012 : Dynamique de la pénombre (co-réalisé avec Frédéric Dallaire)
- 2012 : Parallèle Nord
- 2013 : Le jour nous écoute